# Xã Laurel, Quận Franklin, Indiana
Xã Laurel (tiếng Anh: Laurel Township) là một xã thuộc quận Franklin, tiểu bang Indiana, Hoa Kỳ. Năm 2010, dân số của xã này là 1.634 người.